# Gand-Wevelgem femminile 2019
La Gand-Wevelgem femminile 2019, ottava edizione della corsa e valevole come quinta prova dell'UCI Women's World Tour 2019 categoria 1.WWT, si svolse il 31 marzo 2019 su un percorso di 136,8 km, con partenza da Ypres e arrivo a Wevelgem, in Belgio. La vittoria fu appannaggio dell'olandese Kirsten Wild, la quale completò il percorso in 3h33'34", alla media di 38,433 km/h, precedendo la connazionale Lorena Wiebes e l'italiana Letizia Paternoster.
Sul traguardo di Wevelgem 101 cicliste, su 144 partite da Ypres, portarono a termine la competizione. 

## Squadre e corridori partecipanti
| N.      | Cod. | Squadra                       |
| ------- | ---- | ----------------------------- |
| 1-6     | TVC  | Team Virtu Cycling            |
| 11-16   | LSL  | Lotto Soudal Ladies           |
| 21-26   | DLT  | Boels-Dolmans Cycling Team    |
| 31-36   | ALE  | ALÉ-Cipollini                 |
| 41-46   | VAI  | Aromitalia-Basso Bikes-Vaiano |
| 51-56   | ASA  | Astana Women's Team           |
| 61-66   | BPC  | Biehler Pro Cycling Team      |
| 71-76   | BIG  | Bigla                         |
| 81-86   | BTC  | BTC City Ljubljana            |
| 91-96   | CSR  | Canyon-SRAM Racing            |
| 101-106 | CCC  | CCC-Liv                       |
| 111-116 | DVE  | Doltcini-Van Eyck Sport       |

| N.      | Cod. | Squadra                         |
| ------- | ---- | ------------------------------- |
| 121-126 | DRP  | Drops                           |
| 131-136 | FDJ  | FDJ Nouv. Aquitaine Futuroscope |
| 141-146 | HMT  | Health Mate-Cyclelive Team      |
| 151-156 | HPU  | Hitec Products-Birk Sport       |
| 161-166 | MTS  | Mitchelton-Scott                |
| 171-176 | MOV  | Movistar Team Women             |
| 181-186 | PHV  | Parkhotel Valkenburg            |
| 191-196 | SUN  | Team Sunweb                     |
| 201-206 | TIB  | Team Tibco-SVB                  |
| 211-216 | TFS  | Trek-Segafredo                  |
| 221-226 | VAL  | Valcar Cylance Cycling          |
| 231-236 | WNT  | WNT-Rotor Pro Cycling Team      |

## Ordine d'arrivo (Top 10)
| Pos. | Corridore           | Squadra    | Tempo    |
| ---- | ------------------- | ---------- | -------- |
| 1    | Kirsten Wild        | WNT-Rotor  | 3h33'34" |
| 2    | Lorena Wiebes       | Parkhotel  | s.t.     |
| 3    | Letizia Paternoster | Trek       | s.t.     |
| 4    | Marta Bastianelli   | Team Virtu | s.t.     |
| 5    | Amy Pieters         | Boels      | s.t.     |
| 6    | Lotte Kopecky       | Lotto      | s.t.     |
| 7    | Michela Balducci    | Aromitalia | s.t.     |
| 8    | Elena Cecchini      | Canyon     | s.t.     |
| 9    | Elisa Balsamo       | Valcar     | s.t.     |
| 10   | Marta Cavalli       | Valcar     | s.t.     |